# Giuseppe Compagnoni
Giuseppe Compagnoni (Lugo, 3 mars 1754 - Milan, 29 décembre 1833) est un homme politique et écrivain italien.

## Biographie
Né à Lugo en Émilie-Romagne, en 1754, Compagnoni embrassa de bonne heure l’état ecclésiastique. Dès l’âge de quinze ans, il avait publié des poésies et ensuite des ouvrages en prose, parmi lesquels nous indiquerons la dissertation sur la préférence qu’on doit donner à la poésie rimée. Le jeune Giuseppe avait fait précéder cette dissertation du poème de Mariano Capra, intitulé : l’Incendio della Rocca di Lugo. La troisième production de Compagnoni est le poème sur la fiera di Sinigalia, qui fut critiqué par Giovanni Ristori, rédacteur des Mémoires encyclopédiques de Bologne. Le jeune Compagnoni répondit au journaliste, devint son ami, son collaborateur, et, en 1785, directeur pendant l’absence de Ristori de Bologne. En 1786, il se rendit à Turin avec le marquis Bentivoglio de Ferrare, et y publia une lettre en vers sur la fin tragique de Caterina Boccabadati, femme du célèbre Francesco Albergati Capacelli. En 1787, arrivé avec Bentivoglio à Venise, il accepta la rédaction du journal imprimé par Graziosi, sous le titre de Notizie del mondo, qui fut bientôt regardé comme la meilleure des feuilles publiques d’Italie. Il publia à la même époque, avec Albergati, Lettere piacevoli se piaceranno, Modène, 1791, in-8°. En 1792, il fit paraître Saggio sugli Ebrei e sui Greci, ouvrage dans lequel il met les Juifs au-dessus des Grecs pour la littérature, et qu’il avait composé sur l’invitation de riches Israélites, qui l’en récompensèrent généreusement et en firent imprimer successivement trois éditions. Compagnoni en publia une quatrième en 1806. Dès son apparition, ce livre avait été critiqué par l’abbé Rubbi, à Turin, qui prit la défense des Grecs, et, à Milan, par l’abbé Guillon. Compagnoni s’occupa ensuite de la traduction de Caton, De agri cultura. En 1796, il se rendit à Milan auprès du général Bonaparte, et fut nommé membre du conseil législatif de la république cisalpine, où il prononça (le 15 germinal an 6), en faveur de la polygamie , un discours qui fut réfuté par deux de ses collègues, Lamberti et Glissenti. Il rédigea pendant dix mois, à Venise, un nouveau journal, intitulé Mercurio d’Italia, dans lequel il faisait un tableau favorable de la révolution, et publia dans la même ville : Elementi di diritto costituzionale democratico ossia principj di giuspubblico universale, 1797, in-8° ; puis l’Epicarmo, ossia lo Spartano dialogo di Platone ultimamente scoperto. Après la paix de Tolentino, il fut nommé secrétaire général de la république cispadane, et ensuite député au congrès de Reggio et de Modène. Ses Considerazioni sulle tasse lui valurent le titre de professeur de droit constitutionnel à l’Université de Ferrare. À la chute de la république cisalpine, lors de l’invasion de l’Italie par les Austro-Russes, en avril 1799, Compagnoni se réfugia en France. Arrivé à Grenoble, il adressa aux habitants une harangue démocratique en italien, et se rendit à Paris, où il fit paraître un ouvrage intéressant, les Veglie del Tasso, qui fut traduit en français par Mimaut et par Barère. Après la bataille de Marengo, Compagnoni fut nommé promoteur de l’instruction publique à Milan, et comme tel chargé de faire le discours sur la paix de Lunéville, lors de la pose de la première pierre du forum Bonaparte. Nommé ensuite secrétaire du corps législatif, puis membre du conseil d'État, il parvint encore à d’autres fonctions éminentes, et publia l’éloge funèbre du comte Mosca, son collègue. Lorsque Napoléon proclama le royaume d’Italie, Compagnoni dressa le procès-verbal ; l’empereur en fut très-satisfait ; il le nomma chevalier de la Couronne de fer ; et, ayant appris qu’il était né à Lugo : « Je ne croyais pas, dit-il, que de ces marécages eût pu sortir un si beau talent. » À la Restauration, Compagnoni se retira de la scène politique. Il mourut à Milan, le 29 décembre 1833.

## Œuvres
Outre les ouvrages déjà cités, on a de lui :
- Teoria de’ verbi italiani, ouvrage classique ;
- Teoria dell’universo dell’Alix ;
- Storia delle navigazioni antecedenti a Cook ;
- Viaggio di Pallas in Siberia e sulle frontiere della China ;
- La chimica per le donne, Venise, 1805, 2 vol. in-8°, ouvrage très-estimé ;
- Saggio d’un trattato di morale in forma di catechismo pubblicato in seguito degli Elementi d’ideologia del sign. Destutt de Tracy, Milan, 1819, in-8° ;
- Lettere a tre giovani, sulla morale pubblica, Milan, 1819, in-12 ;
- Memorie storiche relative al conte Dandolo, ed a’ suoi scritti, Milan, 1820, in-8° ;
- Dialoghi 8 degli officj di famiglia, Milan, 1826, in-18 ;
- Storia dell’America, supplemento alla Storia universale del Segur, vol. 28, della traduzione di Stella in Milano ;
- Dell’Arte della parola considerata ne’ varj modi della sua espressione, Milan, 1827, in-8°. Compagnoni publia encore d’autres ouvrages sous le nom de Giuseppe Belloni, ancien militaire, son valet de chambre, savoir : Storia dei Tartari ; — Note al viaggio d’Anacarsi ; — Legazione di Filone ebreo all’imperadore Caligola ; — Aneddoti riguardanti alcuni letterati francesi ultimamente morti ; — Viaggio del Baretti ; — Anti-mitologia, sermone a Vincenzo Monti. — Son dernier écrit fut une lettre du 25 octobre 1832, adressée de Desio à un ancien ami, dans laquelle il énumère les emplois qu’il a occupés et les ouvrages qu’il a composés.